# 退化花花介
退化花花介（学名：Callistocythere involutia）为細花介科花花介屬下的一个种。